# French Open 2023

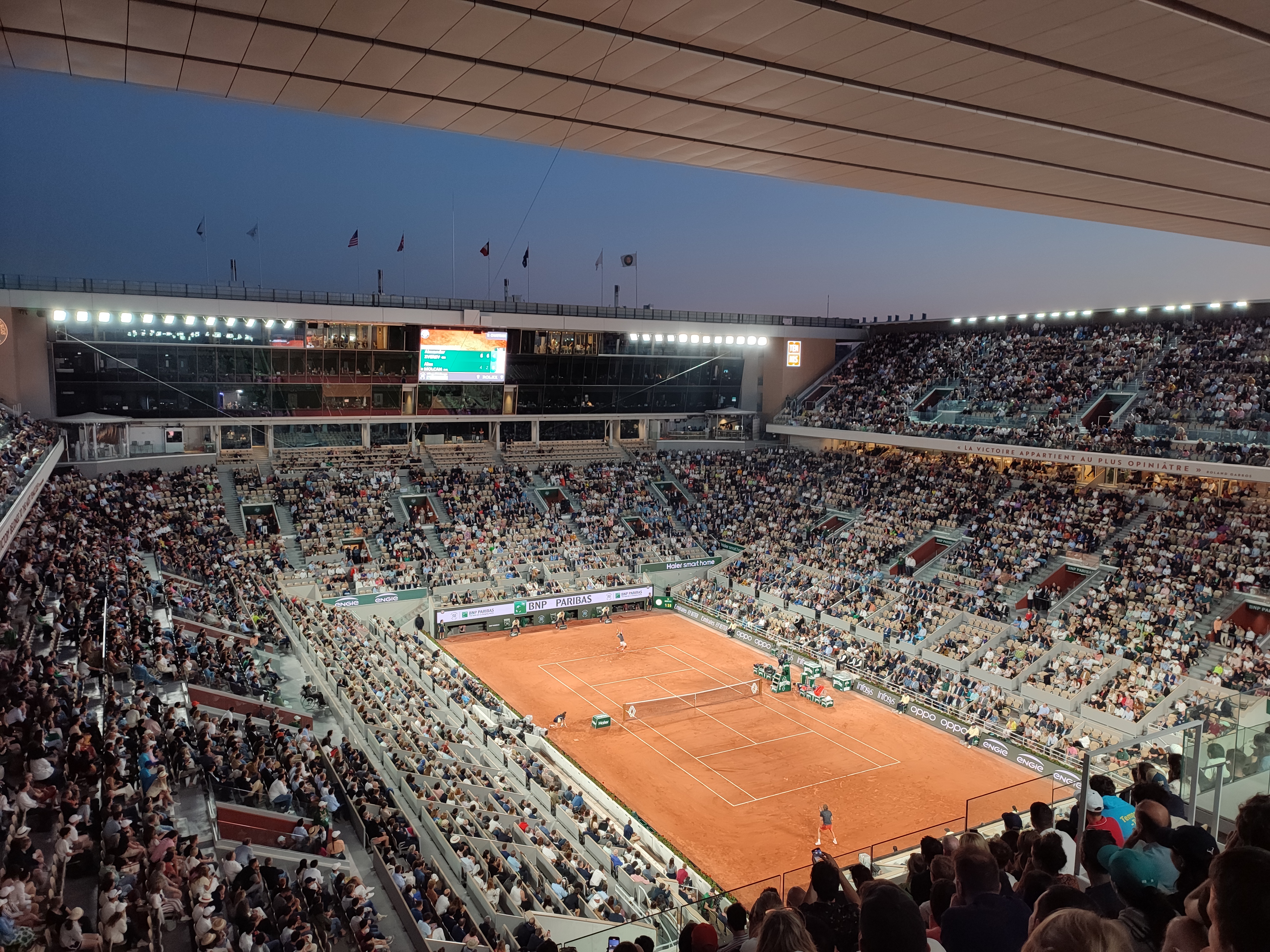
Alexander Zverev gegen Alex Molčan auf dem Court Philippe Chatrier

Die 122. French Open waren ein Grand-Slam-Tennisturnier, das vom 28. Mai bis 11. Juni 2023 in Paris im Stade Roland Garros stattfand.
Titelverteidiger im Einzel war Rafael Nadal bei den Herren, der dieses Turnier bereits 14 Mal gewinnen konnte, sowie Iga Świątek bei den Damen. Im Doppel waren dies Marcelo Arévalo und Jean-Julien Rojer bei den Herren, Caroline Garcia und Kristina Mladenovic bei den Damen und Ena Shibahara und Wesley Koolhof im Mixed.

## Absagen
Folgende Topspieler nahmen aus unterschiedlichen Gründen nicht an dem Turnier teil:
- Rafael Nadal, Muskelverletzung am Hüftbeuger[3]
- Nick Kyrgios, Risswunde am Fuß[4]
- Matteo Berrettini, Bauchmuskelverletzung[5]
- Andy Murray, Verzicht, Fokus auf Rasensaison[6]

## Preisgeld
Das Gesamtpreisgeld betrug 49.600.000 Euro, was einen Anstieg zum Vorjahr von 12,3 % bedeutet.
| Profitennis     | Profitennis | Profitennis | Profitennis |
| Erreichte Runde | Einzel      | Doppel*     | Mixed*      |
| --------------- | ----------- | ----------- | ----------- |
| Sieg            | 2.300.000 € | 590.000 €   | 122.000 €   |
| Finale          | 1.150.000 € | 295.000 €   | 61.000 €    |
| Halbfinale      | 630.000 €   | 148.000 €   | 31.000 €    |
| Viertelfinale   | 400.000 €   | 80.000 €    | 17.500 €    |
| Achtelfinale    | 240.000 €   | 43.000 €    | 10.000 €    |
| Dritte Runde    | 142.000 €   | 27.000 €    | 5.000 €     |
| Zweite Runde    | 97.000 €    | 17.000 €    |             |
| Erste Runde     | 69.000 €    |             |             |
| Q3              | 34.000 €    |             |             |
| Q2              | 22.000 €    |             |             |
| Q1              | 16.000 €    |             |             |

| Rollstuhltennis      | Rollstuhltennis | Rollstuhltennis |
| Erreichte Runde      | Einzel          | Doppel*         |
| -------------------- | --------------- | --------------- |
| Sieg                 | 60.000 €        | 20.000 €        |
| Finale               | 30.000 €        | 10.000 €        |
| Halbfinale           | 18.000 €        | 7.000 €         |
| Viertelfinale        | 11.000 €        | 5.000 €         |
| Erste Runde          | 8.000 €         |                 |
| Quad-Rollstuhltennis |                 |                 |
| Erreichte Runde      | Einzel          | Doppel*         |
| Sieg                 | 60.000 €        | 20.000 €        |
| Finale               | 30.000 €        | 10.000 €        |
| 3. Platz             | 18.000 €        | 7.000 €         |
| 4. Platz             | 11.000 €        | 7.000 €         |

## Herreneinzel

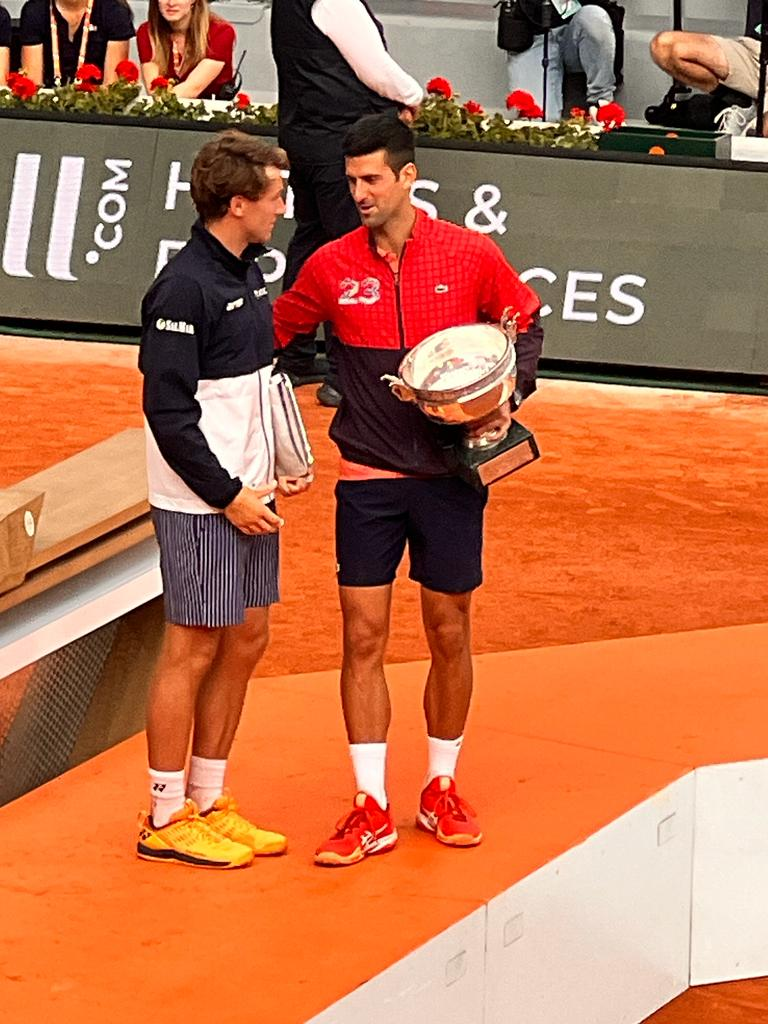
Siegerehrung Herreneinzel 2023 French Open mit Novak Đoković (Sieger) und Casper Ruud (Finalist)

Setzliste
| Nr. | Spieler               | Erreichte Runde |
| --- | --------------------- | --------------- |
| 01. | Carlos Alcaraz        | Halbfinale      |
| 02. | Daniil Medwedew       | 1. Runde        |
| 03. | Novak Đoković         | Sieg            |
| 04. | Casper Ruud           | Finale          |
| 05. | Stefanos Tsitsipas    | Viertelfinale   |
| 06. | Holger Rune           | Viertelfinale   |
| 07. | Andrei Rubljow        | 3. Runde        |
| 08. | Jannik Sinner         | 2. Runde        |
| 09. | Taylor Fritz          | 3. Runde        |
| 10. | Félix Auger-Aliassime | 1. Runde        |
| 11. | Karen Chatschanow     | Viertelfinale   |
| 12. | Frances Tiafoe        | 3. Runde        |
| 13. | Hubert Hurkacz        | 3. Runde        |
| 14. | Cameron Norrie        | 3. Runde        |
| 15. | Borna Ćorić           | 3. Runde        |
| 16. | Tommy Paul            | 2. Runde        |

| Nr. | Spieler                     | Erreichte Runde |
| --- | --------------------------- | --------------- |
| 17. | Lorenzo Musetti             | Achtelfinale    |
| 18. | Alex de Minaur              | 2. Runde        |
| 19. | Roberto Bautista Agut       | 2. Runde        |
| 20. | Daniel Evans                | 1. Runde        |
| 21. | Jan-Lennard Struff          | 1. Runde        |
| 22. | Alexander Zverev            | Halbfinale      |
| 23. | Francisco Cerúndolo         | Achtelfinale    |
| 24. | Sebastian Korda             | 2. Runde        |
| 25. | Botic van de Zandschulp     | 1. Runde        |
| 26. | Denis Shapovalov            | 3. Runde        |
| 27. | Yoshihito Nishioka          | Achtelfinale    |
| 28. | Grigor Dimitrow             | Achtelfinale    |
| 29. | Alejandro Davidovich Fokina | 3. Runde        |
| 30. | Ben Shelton                 | 1. Runde        |
| 31. | Miomir Kecmanović           | 1. Runde        |
| 32. | Bernabé Zapata Miralles     | 1. Runde        |

## Dameneinzel

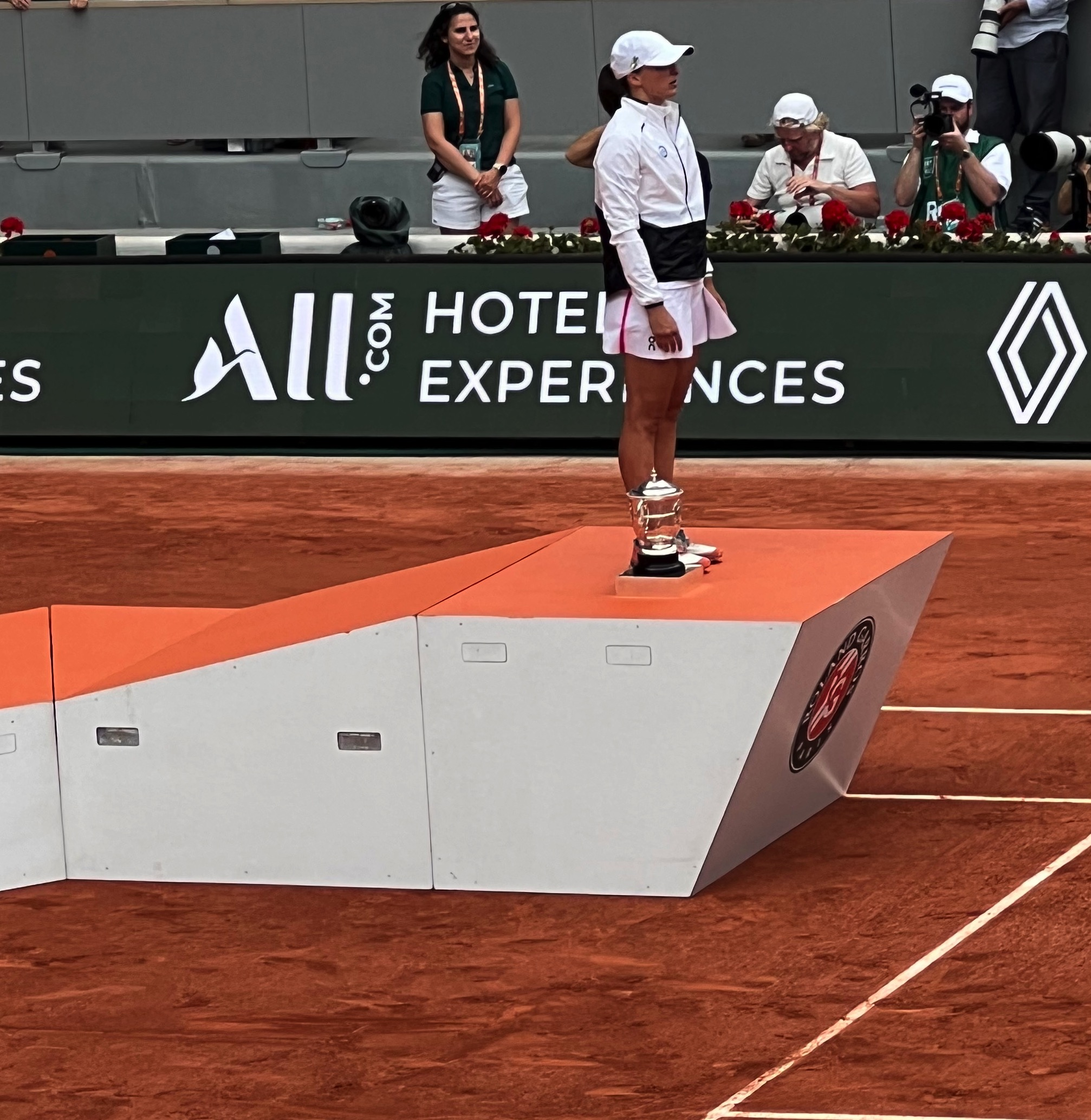
Siegerehrung French Open 2023 Dameneinzel mit der Siegerin Iga Świątek

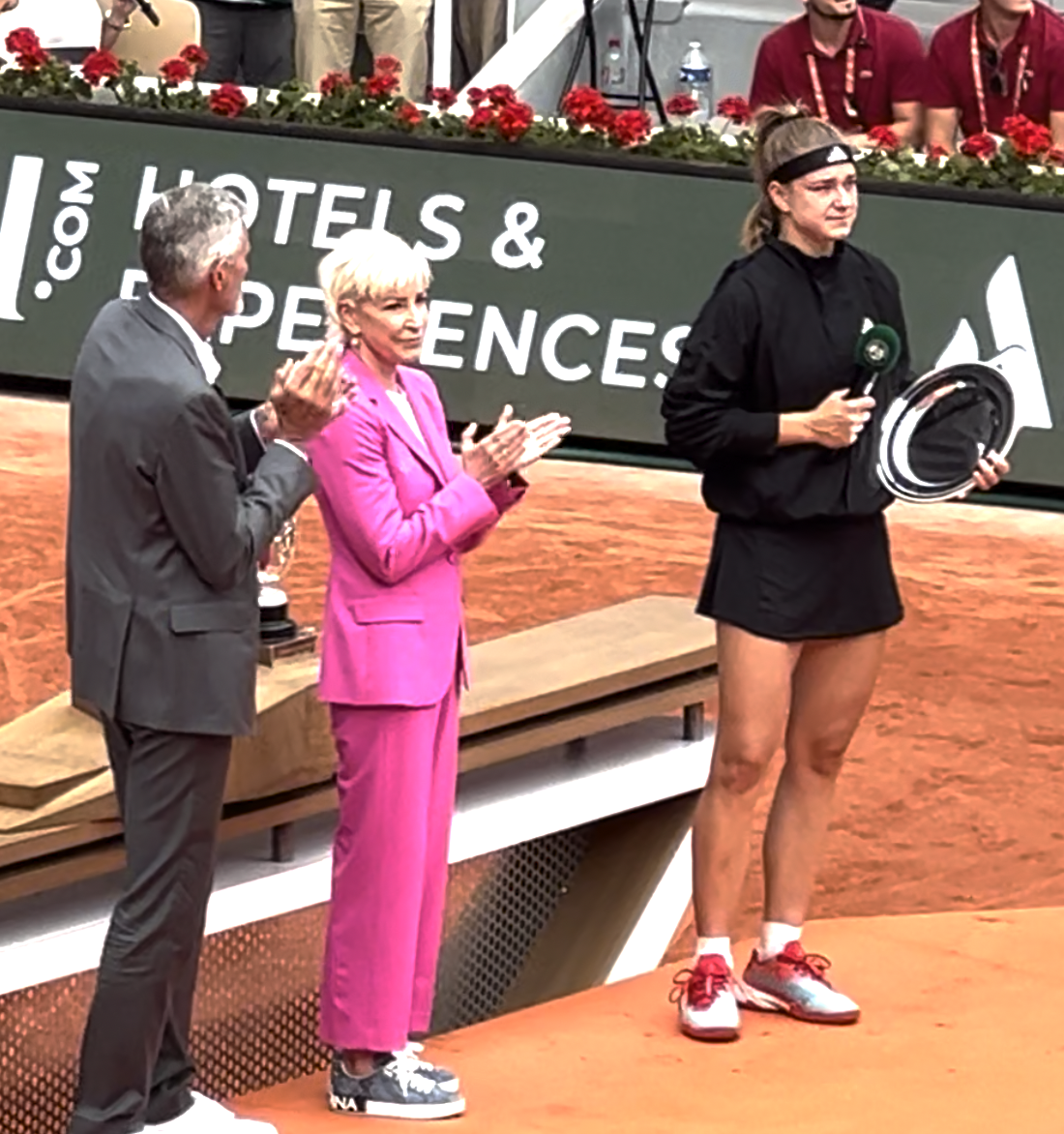
Überreichung des Pokals an die Finalistin der French Open 2023 Karolína Muchová durch Chris Evert und Gilles Moretton

Setzliste
| Nr. | Spielerin            | Erreichte Runde |
| --- | -------------------- | --------------- |
| 01. | Iga Świątek          | Sieg            |
| 02. | Aryna Sabalenka      | Halbfinale      |
| 03. | Jessica Pegula       | 3. Runde        |
| 04. | Jelena Rybakina      | 3. Runde        |
| 05. | Caroline Garcia      | 2. Runde        |
| 06. | Coco Gauff           | Viertelfinale   |
| 07. | Ons Jabeur           | Viertelfinale   |
| 08. | Maria Sakkari        | 1. Runde        |
| 09. | Darja Kassatkina     | Achtelfinale    |
| 10. | Petra Kvitová        | 1. Runde        |
| 11. | Weronika Kudermetowa | 1. Runde        |
| 12. | Belinda Bencic       | 1. Runde        |
| 13. | Barbora Krejčíková   | 1. Runde        |
| 14. | Beatriz Haddad Maia  | Halbfinale      |
| 15. | Ljudmila Samsonowa   | 2. Runde        |
| 16. | Karolína Plíšková    | 1. Runde        |

| Nr. | Spielerin              | Erreichte Runde |
| --- | ---------------------- | --------------- |
| 17. | Jeļena Ostapenko       | 2. Runde        |
| 18. | Wiktoryja Asaranka     | 1. Runde        |
| 19. | Zheng Qinwen           | 2. Runde        |
| 20. | Madison Keys           | 2. Runde        |
| 21. | Magda Linette          | 1. Runde        |
| 22. | Donna Vekić            | 2. Runde        |
| 23. | Jekaterina Alexandrowa | 3. Runde        |
| 24. | Anastassija Potapowa   | 3. Runde        |
| 25. | Anhelina Kalinina      | 1. Runde        |
| 26. | Martina Trevisan       | 1. Runde        |
| 27. | Irina-Camelia Begu     | 3. Runde        |
| 28. | Elise Mertens          | Achtelfinale    |
| 29. | Zhang Shuai            | 1. Runde        |
| 30. | Sorana Cîrstea         | 1. Runde        |
| 31. | Marie Bouzková         | 1. Runde        |
| 32. | Shelby Rogers          | 1. Runde        |

## Herrendoppel
Setzliste
| Nr. | Paarung                           | Erreichte Runde |
| --- | --------------------------------- | --------------- |
| 01. | Wesley Koolhof Neal Skupski       | Viertelfinale   |
| 02. | Rajeev Ram Joe Salisbury          | Achtelfinale    |
| 03. | Marcelo Arévalo Jean-Julien Rojer | Viertelfinale   |
| 04. | Ivan Dodig Austin Krajicek        | Sieg            |
| 05. | Lloyd Glasspool Harri Heliövaara  | Achtelfinale    |
| 06. | Rohan Bopanna Matthew Ebden       | 1. Runde        |
| 07. | Hugo Nys Jan Zieliński            | 2. Runde        |
| 08. | Nikola Mektić Mate Pavić          | 1. Runde        |

| Nr. | Paarung                                  | Erreichte Runde |
| --- | ---------------------------------------- | --------------- |
| 09. | Santiago González Édouard Roger-Vasselin | Achtelfinale    |
| 10. | Marcel Granollers Horacio Zeballos       | Halbfinale      |
| 11. | Kevin Krawietz Tim Pütz                  | Viertelfinale   |
| 12. | Matwé Middelkoop Andreas Mies            | Halbfinale      |
| 13. | Jamie Murray Michael Venus               | Achtelfinale    |
| 14. | Máximo González Andrés Molteni           | Viertelfinale   |
| 15. | Rinky Hijikata Jason Kubler              | 1. Runde        |
| 16. | Nathaniel Lammons Jackson Withrow        | 1. Runde        |

## Damendoppel

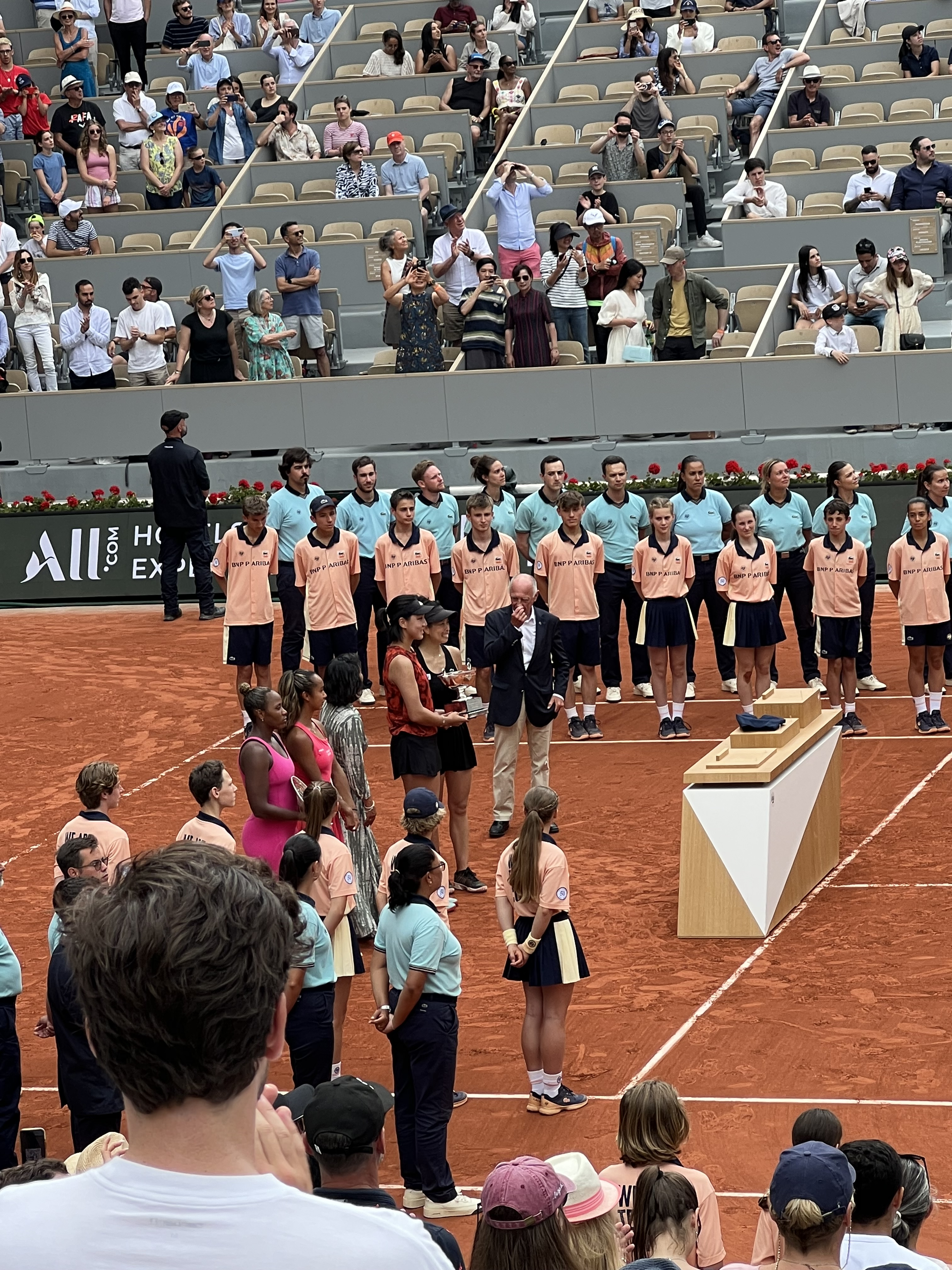
Siegerehrung Damendoppel French Open 2023, Hsieh Su-wei mit Wang Xinyu und Leylah Fernandez mit Taylor Townsend

Setzliste
| Nr. | Paarung                               | Erreichte Runde |
| --- | ------------------------------------- | --------------- |
| 01. | Barbora Krejčíková Kateřina Siniaková | 1. Runde        |
| 02. | Coco Gauff Jessica Pegula             | Halbfinale      |
| 03. | Storm Hunter Elise Mertens            | Achtelfinale    |
| 04. | Ljudmyla Kitschenok Jeļena Ostapenko  | 2. Runde        |
| 05. | Desirae Krawczyk Demi Schuurs         | Achtelfinale    |
| 06. | Nicole Melichar-Martinez Ellen Perez  | Halbfinale      |
| 07. | Shūko Aoyama Ena Shibahara            | 2. Runde        |
| 08. | Gabriela Dabrowski Luisa Stefani      | Achtelfinale    |

| Nr. | Paarung                                 | Erreichte Runde |
| --- | --------------------------------------- | --------------- |
| 09. | Kristina Mladenovic Zhang Shuai         | 2. Runde        |
| 10. | Leylah Fernandez Taylor Townsend        | Finale          |
| 11. | Xu Yifan Yang Zhaoxuan                  | Achtelfinale    |
| 12. | Asia Muhammad Giuliana Olmos            | Achtelfinale    |
| 13. | Marta Kostjuk Elena-Gabriela Ruse       | Achtelfinale    |
| 14. | Latisha Chan Chan Hao-ching             | Viertelfinale   |
| 15. | Weronika Kudermetowa Ljudmila Samsonowa | Viertelfinale   |
| 16. | Miyu Katō Aldila Sutjiadi               | Achtelfinale    |

## Mixed
Setzliste
| Nr. | Paarung                        | Erreichte Runde |
| --- | ------------------------------ | --------------- |
| 01. | Jessica Pegula Austin Krajicek | 1. Runde        |
| 02. | Desirae Krawczyk Joe Salisbury | 1. Runde        |
| 03. | Giuliana Olmos Neal Skupski    | Achtelfinale    |
| 04. | Demi Schuurs Jean-Julien Rojer | 1. Runde        |

| Nr. | Paarung                           | Erreichte Runde |
| --- | --------------------------------- | --------------- |
| 05. | Ljudmyla Kitschenok Matthew Ebden | Achtelfinale    |
| 06. | Ellen Perez Jan Zieliński         | 1. Runde        |
| 07. | Marta Kostjuk Marcelo Arévalo     | Viertelfinale   |
| 08. | Zhang Shuai Ivan Dodig            | Achtelfinale    |

## Junioreneinzel
Setzliste
| Nr. | Spieler                  | Erreichte Runde |
| --- | ------------------------ | --------------- |
| 01. | Rodrigo Pacheco Méndez   | 1. Runde        |
| 02. | Alexander Blockx         | Achtelfinale    |
| 03. | Dino Prižmić             | Sieg            |
| 04. | Zhou Yi                  | 1. Runde        |
| 05. | Ilijan Radulow           | Achtelfinale    |
| 06. | Branko Đurić             | 1. Runde        |
| 07. | Jaroslaw Djomin          | 2. Runde        |
| 08. | Juan Carlos Prado Ángelo | Finale          |

| Nr. | Spieler           | Erreichte Runde |
| --- | ----------------- | --------------- |
| 09. | Cooper Williams   | Viertelfinale   |
| 10. | João Fonseca      | Viertelfinale   |
| 11. | Oliver Ojakäär    | 1. Runde        |
| 12. | Rei Sakamoto      | 2. Runde        |
| 13. | Federico Bondioli | 1. Runde        |
| 14. | Adriano Dschenew  | Achtelfinale    |
| 15. | Joel Schwärzler   | Viertelfinale   |
| 16. | Arthur Géa        | 2. Runde        |

## Juniorinneneinzel
Setzliste
| Nr. | Spielerin              | Erreichte Runde |
| --- | ---------------------- | --------------- |
| 01. | Sara Saito             | 2. Runde        |
| 02. | Clervie Ngounoue       | Viertelfinale   |
| 03. | Alina Kornejewa        | Sieg            |
| 04. | Kaitlin Quevedo        | 2. Runde        |
| 05. | Sayaka Ishii           | 1. Runde        |
| 06. | Lucciana Pérez Alarcón | Finale          |
| 07. | Renáta Jamrichová      | Achtelfinale    |
| 08. | Mayu Crossley          | Viertelfinale   |

| Nr. | Spielerin          | Erreichte Runde |
| --- | ------------------ | --------------- |
| 09. | Federica Urgesi    | 1. Runde        |
| 10. | Nina Vargová       | 1. Runde        |
| 11. | Tereza Valentová   | Achtelfinale    |
| 12. | Ena Koike          | 2. Runde        |
| 13. | Ella McDonald      | 2. Runde        |
| 14. | Ranah Akua Stoiber | 1. Runde        |
| 15. | Vlada Mincheva     | 2. Runde        |
| 16. | Luciana Moyano     | 1. Runde        |

## Juniorendoppel
Setzliste
| Nr. | Paarung                                | Erreichte Runde |
| --- | -------------------------------------- | --------------- |
| 01. | Jaroslaw Djomin Rodrigo Pacheco Méndez | Sieg            |
| 02. | Oliver Ojakäär Zhou Yi                 | Rückzug         |
| 03. | Adriano Dschenew Ilijan Radulow        | 1. Runde        |
| 04. | Tomasz Berkieta Branko Đurić           | Rückzug         |

| Nr. | Paarung                                  | Erreichte Runde |
| --- | ---------------------------------------- | --------------- |
| 05. | Federico Bondioli Maxim Mrva             | Achtelfinale    |
| 06. | Learner Tien Cooper Williams             | Achtelfinale    |
| 07. | Alejandro Melero Kretzer Joel Schwärzler | 1. Runde        |
| 08. | Federico Cinà Rei Sakamoto               | Rückzug         |

## Juniorinnendoppel
Setzliste
| Nr. | Paarung                           | Erreichte Runde |
| --- | --------------------------------- | --------------- |
| 01. | Alina Kornejewa Sara Saito        | Finale          |
| 02. | Mayu Crossley Kaitlin Quevedo     | Rückzug         |
| 03. | Renáta Jamrichová Federica Urgesi | Halbfinale      |
| 04. | Sayaka Ishii Ena Koike            | Halbfinale      |

| Nr. | Paarung                               | Erreichte Runde |
| --- | ------------------------------------- | --------------- |
| 05. | Luciana Moyano Lucciana Pérez Alarcón | 1. Runde        |
| 06. | Tyra Caterina Grant Clervie Ngounoue  | Sieg            |
| 07. | Mara Gae Ella McDonald                | Achtelfinale    |
| 08. | Teodora Kostovic Sonja Zhiyenbayeva   | 1. Runde        |

## Herreneinzel-Rollstuhl
Setzliste
| Nr. | Spieler           | Erreichte Runde |
| --- | ----------------- | --------------- |
| 01. | Alfie Hewett      | Finale          |
| 02. | Tokito Oda        | Sieg            |
| 03. | Gustavo Fernández | Halbfinale      |
| 04. | Joachim Gérard    | Viertelfinale   |

## Dameneinzel-Rollstuhl
Setzliste
| Nr. | Spielerin       | Erreichte Runde |
| --- | --------------- | --------------- |
| 01. | Diede de Groot  | Sieg            |
| 02. | Yui Kamiji      | Finale          |
| 03. | Jiske Griffioen | Halbfinale      |
| 04. | Momoko Ohtani   | Halbfinale      |

## Herrendoppel-Rollstuhl
Setzliste
| Nr. | Paarung                               | Erreichte Runde |
| --- | ------------------------------------- | --------------- |
| 01. | Alfie Hewett Gordon Reid              | Sieg            |
| 02. | Martín de la Puente Gustavo Fernández | Finale          |

## Damendoppel-Rollstuhl
Setzliste
| Nr. | Paarung                       | Erreichte Runde |
| --- | ----------------------------- | --------------- |
| 01. | Yui Kamiji Kgothatso Montjane | Sieg            |
| 02. | Manami Tanaka Zhenzhen Zhu    | Halbfinale      |

## Quadeinzel
Setzliste
| Nr. | Spieler      | Erreichte Runde |
| --- | ------------ | --------------- |
| 01. | Niels Vink   | Sieg            |
| 02. | Sam Schröder | Finale          |

## Quaddoppel
Setzliste
| Nr. | Paarung                    | Erreichte Runde |
| --- | -------------------------- | --------------- |
| 01. | Sam Schröder Niels Vink    | Halbfinale      |
| 02. | Heath Davidson Robert Shaw | Finale          |